# エヴァーツェン (フリゲート・2代)
エヴァーツェン（HNLMS Evertsen,F805）は、オランダ海軍のフリゲート。デ・ゼーヴェン・プロヴィンシェン級フリゲートの4番艦。艦名は多くの海軍英雄を輩出したエヴァーツェン家に因み、その名を持つ艦としてはファン・スペイク級フリゲート6番艦（F815）以来8隻目。

## 艦歴

エヴァーツェンのエンブレム

「エヴァーツェン」は、デ・ゼーヴェン・プロヴィンシェン級フリゲート4番艦として、ゼーラント州フリシンゲンのロイヤル・スヘルデ造船所で2001年9月6日に起工し、2003年4月19日に進水、2005年7月10日に就役した。
2007年には、第1常設NATO海洋グループ（英: Standing NRF Maritime Group 1、略称：SNMG1）の構成艦に拠出される。紅海での任務中には、イエメンのジャバル・アルタイール島の火山噴火に伴うイエメン軍駐屯部隊の救助活動に参加した。
2008年7月、海賊の襲撃が多発するソマリア沖において、世界食糧計画（英: United Nations World Food Programme、略称：WFP）の船舶警護を実施。
2009年には、欧州連合（英: European Union、略称：EU）主導のソマリア沖の海賊対策である、アタランタ作戦の旗艦を務める。
2011年から2014年にかけて、北大西洋条約機構（英: The North Atlantic Treaty Organization、略称：NATO）主導のソマリア沖の海賊対策である、オーシャンシールド作戦に参加し、2012年5月から8月までの期間、同作戦における旗艦を務めた。
2021年4月12日、オランダ国防省は、イギリス海軍のクイーン・エリザベス空母打撃群に「エヴァーツェン」が参加し、インド太平洋方面に派遣することを発表した。
同年8月下旬から東シナ海から四国南方を経て関東南方に至る海空域において、海上自衛隊のヘリコプター搭載護衛艦「いせ」、護衛艦「あさひ」など共同訓練を実施し、9月5日に海上自衛隊横須賀基地に入港した。9月6日には岸信夫防衛大臣が横須賀を訪れて、本艦を視察した。